# Adina pilulifera
Adina pilulifera är en måreväxtart som först beskrevs av Jean-Baptiste de Lamarck, och fick sitt nu gällande namn av Adrien René Franchet och Emmanuel Drake del Castillo. Adina pilulifera ingår i släktet Adina och familjen måreväxter. Inga underarter finns listade i Catalogue of Life.